# ヤーミン・メルセデス
- イェルミン・メルセデス

ヤーミン・フランシスコ・メルセデス（Yermín Francisco Mercedes, 1993年2月14日 - ）は、ドミニカ共和国ラ・ロマーナ州ラ・ロマーナ出身のプロ野球選手（捕手、一塁手）。右投右打。現在は、フリーエージェント（FA）。愛称はヤーミネーター（Yerminator）。

## 経歴

### プロ入りとナショナルズ傘下時代
2011年3月3日にアマチュア・フリーエージェントでワシントン・ナショナルズと契約を結んでプロ入り。2011年から2013年はナショナルズ傘下のマイナーリーグベースボールチームであるルーキー級ドミニカン・サマーリーグ・ナショナルズに配属。3年間で123試合に出場し、打率.296・2本塁打、OPS.756を記録した。2013年8月24日にFAとなった。

### 独立リーグ時代
2014年シーズンはアメリカの独立リーグで過ごし、ペコス・リーグのダグラス・ディアブロスとホワイトフィッシュ・パップフィッシュ、ユナイテッドリーグ・ベースボールのサンアンジェロ・コルツに所属した。

### オリオールズ傘下時代
2014年9月8日にボルチモア・オリオールズとマイナー契約を結んだ。
2015年は傘下のA級デルマーバ・ショアバーズに配属。64試合に出場し、打率.272・8本塁打・OPS.758を記録。
2016年も昨年同様デルマーバに配属され、シーズン後半の8月にA+級フレデリック・キーズに昇格した。2チーム合計で122試合に出場しせて打率.345、20本塁打、OPS.974を記録した。
2017年はそのままA+級フレデリックでシーズンを迎えた。5月にAA級ボウイ・ベイソックスに昇格したが、12試合出場したのちにA+級フレデリックへ戻された。このシーズンは2チーム合計で110試合に出場して打率.276、16本塁打、OPS.795を記録した。

### ホワイトソックス時代
2017年12月14日にルール・ファイブ・ドラフト（マイナーリーグ・フェイズ）でシカゴ・ホワイトソックスから指名を受け、移籍した。
2018年シーズンは傘下のA+級ウィンストン＝セイラム・ダッシュに配属された。103試合に出場して打率.289、14本塁打、OPS.840を記録した。
2019年はAA級バーミングハム・バロンズに昇格してシーズンを迎え、6月にAAA級シャーロット・ナイツに昇級。このシーズンは2チーム合計で95試合に出場して打率.317、23本塁打、OPS.968を記録した。オフに40人枠に追加された
。
2020年はCOVID-19の影響でマイナーリーグのシーズンが中止となり、ホワイトソックスの代替トレーニング場（Alternate Training Site）に配属。8月1日にアクティブ・ロスターに追加され.、翌2日のカンザスシティ・ロイヤルズ戦で代打で出場してメジャーデビュー。初打席はセカンドゴロだった。翌3日に代替トレーニング場へ戻され、代打の1打席のみでシーズンを終えた。
2021年は開幕の26人枠に追加された。開幕2戦目の4月2日に行われたロサンゼルス・エンゼルス戦で「8番・DH」でメジャー初の先発出場を果たす。1打席目にアンドリュー・ヒーニーからMLB初安打を記録すると、2打席目に適時打でMLB初打点を記録、3、4打席目も安打を放ち、5打席目は2点タイムリー二塁打と、5打席全てで安打を記録した。初先発出場で5安打を記録したのは1933年のセシル・トラビス以来。更に翌日の4月3日のエンゼルス戦でも1打席目にアレックス・カッブからMLB初本塁打を打つと、2、3打席目も安打を記録した。4打席目は凡退となり、連続打席安打は8でストップした。これらの活躍により、4月1～4日のア・リーグ週間MVPに選出された。4月8日のロイヤルズ戦でブラッド・ケラーから飛距離485ft（148m）の特大2号本塁打を記録。5月3日に4月のルーキー・オブ・ザ・マンスを受賞した。その後5月18日のミネソタ・ツインズ戦にて、15-4と大量リードで迎えた9回表に本来は野手のウィリアンス・アストゥディーヨから本塁打を放ったが、これが「野球の不文律」に反しているとして、ホワイトソックス監督のトニー・ラルーサから批判された。するとこの試合後から絶不調に陥り、7月2日にマイナーに降格した。その後、7月21日に自身のInstagramにて現役引退を表明したが、翌日にこれを撤回し、AAA級シャーロット・ナイツで野球を続けることを明かした。
2022年6月12日にDFAとなった。

### ジャイアンツ時代
2022年6月18日にウェイバー公示を経てサンフランシスコ・ジャイアンツへ移籍した。10月14日に自由契約となった。

### メキシカンリーグ時代
2023年4月12日にメキシカンリーグのモンクローバ・スティーラーズと契約した。開幕から20試合に出場したが、打率.236、2本塁打、8打点という成績にとどまり、5月15日に自由契約となった。

## 詳細情報

### 年度別打撃成績
| 年 度    | 球 団    | 試 合 | 打 席 | 打 数 | 得 点 | 安 打 | 二 塁 打 | 三 塁 打 | 本 塁 打 | 塁 打 | 打 点 | 盗 塁 | 盗 塁 死 | 犠 打 | 犠 飛 | 四 球 | 敬 遠 | 死 球 | 三 振 | 併 殺 打 | 打 率 | 出 塁 率 | 長 打 率 | O P S |
| -------- | -------- | ----- | ----- | ----- | ----- | ----- | -------- | -------- | -------- | ----- | ----- | ----- | -------- | ----- | ----- | ----- | ----- | ----- | ----- | -------- | ----- | -------- | -------- | ----- |
| 2020     | CWS      | 1     | 1     | 1     | 0     | 0     | 0        | 0        | 0        | 0     | 0     | 0     | 0        | 0     | 0     | 0     | 0     | 0     | 0     | 0        | .000  | .000     | .000     | .000  |
| 2021     | CWS      | 68    | 262   | 240   | 26    | 65    | 9        | 1        | 7        | 97    | 37    | 0     | 1        | 0     | 1     | 20    | 1     | 1     | 46    | 7        | .271  | .328     | .404     | .732  |
| 2022     | SF       | 31    | 83    | 73    | 9     | 17    | 5        | 0        | 1        | 25    | 8     | 0     | 0        | 0     | 0     | 9     | 0     | 1     | 17    | 1        | .233  | .325     | .342     | .668  |
| MLB：3年 | MLB：3年 | 100   | 346   | 314   | 35    | 82    | 14       | 1        | 8        | 122   | 45    | 0     | 1        | 0     | 1     | 29    | 1     | 2     | 63    | 8        | .261  | .327     | .389     | .715  |

- 2022年度シーズン終了時

### 年度別投手成績
| 年 度    | 球 団    | 登 板 | 先 発 | 完 投 | 完 封 | 無 四 球 | 勝 利 | 敗 戦 | セ 丨 ブ | ホ 丨 ル ド | 勝 率 | 打 者 | 投 球 回 | 被 安 打 | 被 本 塁 打 | 与 四 球 | 敬 遠 | 与 死 球 | 奪 三 振 | 暴 投 | ボ 丨 ク | 失 点 | 自 責 点 | 防 御 率 | W H I P |
| -------- | -------- | ----- | ----- | ----- | ----- | -------- | ----- | ----- | -------- | ----------- | ----- | ----- | -------- | -------- | ----------- | -------- | ----- | -------- | -------- | ----- | -------- | ----- | -------- | -------- | ------- |
| 2021     | CWS      | 1     | 0     | 0     | 0     | 0        | 0     | 0     | 0        | 0           | ----  | 7     | 1.0      | 3        | 0           | 2        | 0     | 0        | 0        | 0     | 0        | 1     | 1        | 9.00     | 5.00    |
| MLB：1年 | MLB：1年 | 1     | 0     | 0     | 0     | 0        | 0     | 0     | 0        | 0           | ----  | 7     | 1.0      | 3        | 0           | 2        | 0     | 0        | 0        | 0     | 0        | 1     | 1        | 9.00     | 5.00    |

- 2021年度シーズン終了時

### 年度別守備成績
| 年 度 | 球 団 | 投手（P） | 投手（P） | 投手（P） | 投手（P） | 投手（P） | 投手（P） | 捕手（C） | 捕手（C） | 捕手（C） | 捕手（C） | 捕手（C） | 捕手（C） | 捕手（C） | 捕手（C） | 捕手（C） | 捕手（C） | 捕手（C） | 一塁（1B） | 一塁（1B） | 一塁（1B） | 一塁（1B） | 一塁（1B） | 一塁（1B） |
| 年 度 | 球 団 | 試 合     | 刺 殺     | 補 殺     | 失 策     | 併 殺     | 守 備 率  | 試 合     | 刺 殺     | 補 殺     | 失 策     | 併 殺     | 守 備 率  | 捕 逸     | 企 図 数  | 許 盗 塁  | 盗 塁 刺  | 阻 止 率  | 試 合      | 刺 殺      | 補 殺      | 失 策      | 併 殺      | 守 備 率   |
| ----- | ----- | --------- | --------- | --------- | --------- | --------- | --------- | --------- | --------- | --------- | --------- | --------- | --------- | --------- | --------- | --------- | --------- | --------- | ---------- | ---------- | ---------- | ---------- | ---------- | ---------- |
| 2021  | CWS   | 1         | 0         | 0         | 0         | 0         | ----      | 2         | 2         | 0         | 0         | 0         | 1.000     | 0         | 0         | 0         | 0         | ----      | 1          | 0          | 0          | 1          | 0          | .000       |
| 2022  | SF    | -         | -         | -         | -         | -         | -         | 1         | 0         | 0         | 0         | 0         |           | 0         | 0         | 0         | 0         | ----      | 4          | 12         | 0          | 0          | 0          | 1.000      |
| MLB   | MLB   | 1         | 0         | 0         | 0         | 0         | ----      | 3         | 2         | 0         | 0         | 0         | 1.000     | 0         | 0         | 0         | 0         | ----      | 5          | 12         | 0          | 1          | 0          | .923       |

| 年 度 | 球 団 | 左翼手（LF） | 左翼手（LF） | 左翼手（LF） | 左翼手（LF） | 左翼手（LF） | 左翼手（LF） |
| 年 度 | 球 団 | 試 合        | 刺 殺        | 補 殺        | 失 策        | 併 殺        | 守 備 率     |
| ----- | ----- | ------------ | ------------ | ------------ | ------------ | ------------ | ------------ |
| 2022  | SF    | 8            | 7            | 0            | 1            | 0            | .875         |
| MLB   | MLB   | 8            | 7            | 0            | 1            | 0            | .875         |

- 2022年度シーズン終了時

### 表彰
- ルーキー・オブ・ザ・マンス：1回（2021年4月）

### 背番号
- 49（2020年）
- 73（2021年）
- 6（2022年）